# جولاشكيرد (إيران)

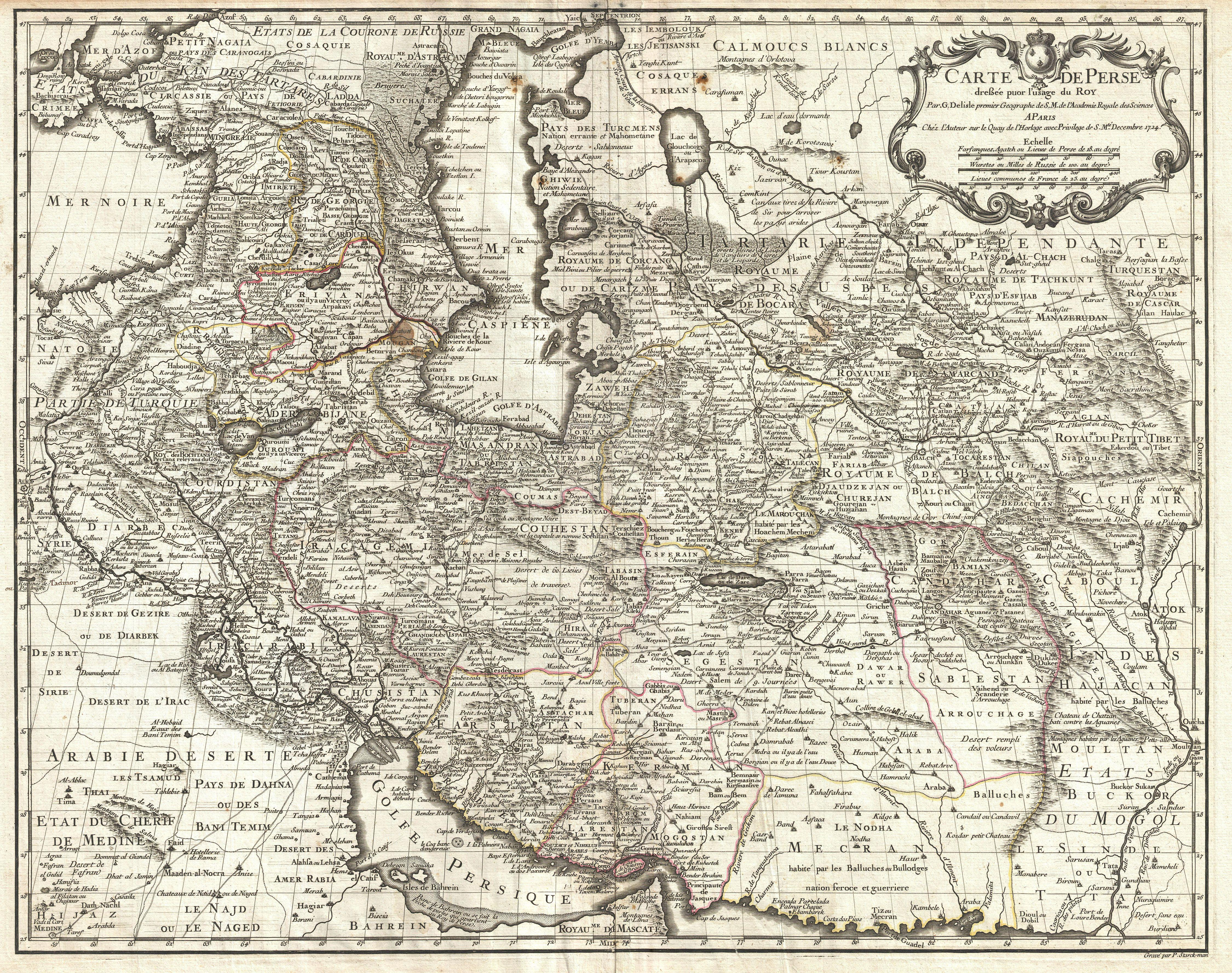
خريطة بلاد فارس القديمة

جولاشكيرد -عرفت أيضًا باسم فاريجاب أو باريجاب أو فلاشجيرد- كانت إحدى المدن الهامة في مقاطعة كرمان الإيرانية خلال العصور الوسطى وتعود أهميتها إلى انها كانت على طرق التجارة بين الخليج الفارسي وبلاد فارس إلى الهند وأيضًا إلى آسيا الوسطى.
تقع المدينة اليوم في قرية فريجاب الحديثة، وهي قرية صغيرة تقع شمال شرق بندر عباس، جنوب جيروفت وعلى بعد 50 كم شمال مانتيجان، بالقرب من بلدة مانوجان ونهر رودخانه دوزدي.
تاريخياً كانت المدينة مُحصنة بقلعة تعرف باسم كفتشة وتوجد بها عدة قنوات مائية مما سمح بنشاط الزراعة في هذه المنطقة ومن أهم المحاصيل بها البرتقال وأشجار النخيل والحبوب،وقد ذكرها الجغرافيون العرب مثل شمس الدين المقدسي وياقوت الحموي و أيضاً ماركو بولو.
اقتُرِحت القرية كموقع محتمل لمدينة الإسكندرية المفقودة كرمانيا، التي أسسها الإسكندر الأكبر قبل أشهر من وفاته في بابل. وقد عُثِرَ على الفخار اليوناني في المنطقة.